# 朝比奈正成
朝比奈 正成（あさひな まさしげ、生没年不詳）は、安土桃山時代の忍者。流派は不明。通称は兵右衛門。
徳川氏の家臣・京都の守護（のちに所司代）板倉勝重は、正成を間者として豊臣氏の大坂城に潜入させた。正成は大坂城内では伊東長実に属し、城中の評議も模様をひそかに板倉に知らせた。この伊東も関ヶ原の戦いの前に石田三成の挙兵を家康に内報した人だった。元和元年（1615年）の大坂夏の陣においても、樋口淡路守に属して逐一板倉に報告した。
| スタブアイコン | サブスタブ | この項目は、まだ閲覧者の調べものの参照としては役立たない、人物に関連した書きかけの項目です。この項目を加筆・訂正などしてくださる協力者を求めています（P:人物伝/PJ:人物伝）。 |